# Ahmed Dokhi
Ahmad Al-Dokhi Al-Dossar (Rijád, 1976. október 25. –) szaúd-arábiai válogatott labdarúgó.

## Fordítás
- Ez a szócikk részben vagy egészben  az   Ahmed Dokhi című angol Wikipédia-szócikk fordításán alapul.  Az eredeti cikk szerkesztőit annak laptörténete sorolja fel. Ez a jelzés csupán a megfogalmazás eredetét és a szerzői jogokat jelzi, nem szolgál a cikkben szereplő információk forrásmegjelöléseként.